# Ходаківська сільська рада
Ходаківська сільська рада — колишня адміністративно-територіальна одиниця та орган місцевого самоврядування у Народицькому, Коростенському (Ушомирському) районах і Коростенській міській раді Коростенської і Волинської округ, Київської й Житомирської областей Української РСР та України з адміністративним центром у с. Ходаки.

## Населені пункти
Сільській раді були підпорядковані населені пункти:
- с. Ходаки
- с. Горбачі
- с. Субине

## Населення
Кількість населення ради станом на 1923 рік становила 1 617 осіб, кількість дворів — 321.
Відповідно до результатів перепису населення СРСР, кількість населення ради станом на 12 січня 1989 року становила 502 особи.
Станом на 5 грудня 2001 року, відповідно до перепису населення України, кількість мешканців сільської ради становила 391 особу.

## Склад ради
Рада складалася з 12 депутатів та голови.

### Керівний склад сільської ради
| ПІБ                             | Основні відомості                                                               | Дата обрання | Дата звільнення |
| ------------------------------- | ------------------------------------------------------------------------------- | ------------ | --------------- |
| Маркоз Анатолій Васильович      | Сільський голова, 1965 року народження, освіта, безпартійний                    | 26.03.2006   | 31.10.2010      |
| Потопальський Петро Миколайович | Сільський голова, 1980 року народження, освіта середня спеціальна, безпартійний | 31.10.2010   |                 |

Примітка: таблиця складена за даними джерела

## Історія
Створена 1923 року в складі сіл Горбачі та Ходаки Татарновицької волості Коростенського повіту Волинської губернії. Станом на 17 грудня 1926 року в підпорядкуванні ради значилися хутори Гряда, Рачиха та Субини (згодом — Субине). На 1 жовтня 1941 року хутори Града та Рачиха не перебували на обліку населених пунктів.
Станом на 1 вересня 1946 року сільська рада входила до складу Коростенського району Житомирської області, на обліку в раді перебували села Горбачі, Ходаки та х. Субине.
11 серпня 1954 року, відповідно до указу Президії Верховної ради Української РСР «Про укрупнення сільських рад по Житомирській області», підпорядковано с. Купеч ліквідованої Купечівської сільської ради Коростенського району. 5 березня 1959 року, відповідно до рішення Житомирського облвиконкому № 161 «Про ліквідацію та зміну адміністративно-територіального поділу окремих сільських рад області», с. Купеч передане до складу відновленої Купечівської сільської ради Коростенського району. 9 жовтня 1961 року, відповідно до рішення Житомирського ОВК № 972 «Про зміни адміністративно-територіального поділу в Коростенському районі», підпорядковано с. Купеч ліквідованої Купечівської сільської ради.
Станом на 1 січня 1972 року сільська рада входила до складу Коростенського району Житомирської області, на обліку в раді перебували села Горбачі, Купеч, Субине та Ходаки.
17 січня 1977 року, відповідно до рішення Житомирського облвиконкому № 24 «Про питання адміністративно-територіального поділу окремих районів області», с. Купеч передане до складу Сингаївської сільської ради Коростенського району.
Виключена з облікових даних 17 липня 2020 року. Територію та населені пункти ради, відповідно до розпорядження Кабінету Міністрів України № 711-р від 12 червня 2020 року «Про визначення адміністративних центрів та затвердження територій територіальних громад Житомирської області», включено до складу Коростенської міської територіальної громади Коростенського району Житомирської області.
Входила до складу Народицького (7.03.1923 р.) і Коростенського (Ушомирського, 21.08.1924 р., 28.02.1940 р.) районів та Коростенської міської ради (1.06.1935 р.).